# Чижов, Фёдор Васильевич
Фёдор Васи́льевич Чижо́в (27 февраля [11 марта] 1811, Кострома — 14 [26] ноября 1877, Москва) — русский промышленник, общественный деятель, учёный. Сторонник славянофилов, издатель и редактор общественно-политических журналов и газет, организатор железнодорожного строительства, благотворитель.

## Биография
Родился 27 февраля (11 марта) 1811 года в Костроме в семье выходца из духовного сословия В. В. Чижова, получившего в 1822 году право на потомственное дворянство; мать, У. Д. Чижова, была дочерью обедневшего дворянина. Его крёстным был Ф. И. Толстой. До трёх лет жил в деревне у бабушки близ Галича, затем — в Костроме, позднее — в Санкт-Петербурге. Учился в 3-й петербургской гимназии, окончив которую в 1829 году, поступил на физико-математический факультет Санкт-Петербургского университета; его учителями были В. М. Остроградский и Д. С. Чижов. С самого начала своего студенчества вошёл в круг «святой пятницы» — кружка студентов и выпускников, собиравшихся у А. В. Никитенко, в котором велась критика негативных общественных явлений в России с прозападнических позиций.
В 1832 году Чижов окончил университет со степенью кандидата и получил направление на заграничную стажировку с целью приготовления к профессуре. Но ввиду состоявшегося в 1831 году императорского повеления о приостановке командировок русских молодых учёных за границу, был вынужден остаться в Петербурге и в качестве адъюнкт-профессора он стал читать курс начертательной геометрии; одновременно, на историко-филологическом факультете он читал курс «Теория теней и перспективы». Отказавшись от своего небольшого родового имения в пользу сестёр ещё во время своего студенчества и получая всего лишь 600 рублей, он был вынужден давать частные уроки. В августе 1833 года Д. С. Чижов выхлопотал своему однофамильцу от попечителя учебного округа С. С. Уварова ежегодное в течение трёх лет пособие по 1500 рублей, для подготовки магистерской диссертации под руководством академика М. В. Остроградского. В 1836 году Чижов защитил диссертацию «Об общей теории равновесия с приложением к равновесию жидкостей и определению фигуры земли» (СПб., 1836) и получил степень магистра философии. С 1836 по 1840 год Чижов читал в университете курс лекций «Алгебра, плоская и сферическая тригонометрия, аналитическая геометрия».
В конце 1830-х годов он напечатал целый ряд статей, рецензий, переводов в области математики, механики, литературы, эстетики и морали, которые появлялись в «Библиотеке для чтения», «Сыне Отечества» и «Журнале Министерства Народного Просвещения»; отдельным изданием вышла работа: «Паровые машины. История. Описание и приложение их…» (СПб., 1838).
К 1840 году интересы Чижова изменились в гуманитарную область, он занялся историей литературы и искусства. В 1839 году вышел его перевод работы Галлама «Истоки европейской литературы XV и XVI столетий», в 1841 году — переделка с английского: «Призвание женщины». В 1840 году он уволился из университета.

### За границей
Благодаря своему знакомству со знатной малороссийской семьёй Галаганов, одного из которых Чижов готовил к поступлению в Петербургский университет, он в 1840 году уехал в их имение Сокиренцы в Малороссии. Изучал социологию и историю искусств, а летом 1841 года уехал в Западную Европу и надолго обосновался в Италии. Там Чижов работал над историей Венецианской республики, которая привлекала его республиканской формой правления.
В 1842 году жил в центре Рима в одном доме с Н. В. Гоголем и Н. М. Языковым, сблизился с А. А. Ивановым. От Языкова Чижов узнал о славянофильстве как о новом направлении общественной мысли в России.
В 1843 году он совершил пешеходное путешествие из Венеции в её бывшие владения: Истрию, Далмацию и Черногорию. «В продолжение всего этого путешествия я видел пламенное сочувствие ко мне как к русскому… Народ любит русских за веру и за то, что у нас есть много общего в простоте нравов. Черногорье было последним местом, которое совершенно привязало меня к славянам и заставило невольно всем моим понятиям сосредоточиться на этом вопросе, о котором мне до этого не приходило в голову…».
В 1844 году Чижов выехал в Париж, где познакомился, в частности, с А. Мицкевичем, М. А. Бакуниным. В Париже укрепилось его убеждение в том, что «только простой, ещё не испорченной природе» славян суждено вернуть западноевропейскую цивилизацию к гармонии.
Зиму 1844—1845 годов Чижов провёл в Италии в среде русских художников, где стал неформальным лидером их еженедельных собраний. Фёдор Васильевич был убеждён, что труд художника — род общественного служения, что необходимо развивать народные начала в творчестве. Чижов считал, что иконопись, выражая чувства религиозной общины, лишена индивидуального своеобразия, личностного переживания и потому наиболее полно и совершенно воплощает присущие русскому народу чувства глубокой религиозности и общинности.
В 1846 году Чижов вернулся в Россию и в Москве познакомился с кружком славянофилов (Хомяков, братья Киреевские, К. Аксаков, Ю. Самарин), которых раскритиковал за инертность и за вражду ко всему европейскому. По его мнению, Россия не должна подражать Западу, но применять его достижения творчески, с учётом своеобразия своего исторического развития. Он настойчиво пропагандировал прогрессивный опыт Запада в деле просвещения и распространения научно-технического образования, предложил расширить сеть реальных училищ в стране, открыть доступ к высшему инженерному образованию выходцам из разных сословий, в университетах широко вводить преподавание технических дисциплин.
Чижов был убеждённым противником монархического образа правления, идеалом политического устройства славян для него была федеративная республика. Он считал необходимым устранение сословных барьеров, сближение с народом.
В 1846 году он задумал издание славянофильского журнала, но потом отложил его до 1848 года. Содержание этого журнала должно было состоять из отрывков его путешествия по славянским землям и с целью в поисках корреспондентов для журнала в 1846 году вновь уехал за границу. Посетил вторично Сербию, Истрию, Далмацию и другие австрийские славянские земли. Получив известие об опасной болезни своей матери, он поспешил возвратиться в Россию. Но едва пересёк границу, как был арестован по подозрению в принадлежности к Кирилло-Мефодиевскому обществу и отправлен в Петропавловскую крепость. Обвинение не подтвердилось, но ему было запрещено проживать в обеих столицах; Чижов уехал в Киевскую губернию, где стал заниматься шелководством, которым заинтересовался ещё в Италии.
В 1850 году он взял в Триполье в аренду у Министерства государственных имуществ 60 десятин шелковичных плантаций. Результатом работ Чижова было появление многочисленных статей по шелководству в «Санкт-Петербургских ведомостях», а затем исследования «Записки о шелководстве» (М., 1870), которое было переведено и на иностранные языки. Соседи-помещики также стали заводить у себя в имениях шелководческие хозяйства, опираясь на опыт и помощь Чижова.
Со вступлением на престол императора Александра II, Чижов с 1855 года получил разрешение жить в столицах. И в 1857 году Чижов переехал в Москву, где стал редактировать специализированный журнал для предпринимателей «Вестник промышленности». К работе над журналом он привлёк И. К. Бабста, несмотря на расхождения во взглядах. По задумке Чижова, авторы «Вестника промышленности» должны были стремиться содействовать экономическому росту и процветанию России, независимо от своей идейной платформы. Каждый выпуск журнала включал обозрение промышленности и торговли в России, корреспонденции о положении промышленности и торговли за рубежом, сведения о состоянии и перспективах различных отраслей отечественного предпринимательства, раздел о зарубежных технических открытиях и усовершенствованиях, жизнеописания лиц, ставших известными на поприще промышленности и торговли. С 1860 года выпускалось еженедельное приложение к «Вестнику промышленности» — газета «Акционер» с материалами более конкретного, частного характера. Публиковавшиеся статьи призывали инициативнее и шире разрабатывать несметные богатства страны. В целом издания Чижова защищали интересы русских торгово-промышленных кругов. Их читателями были не только купцы и помещики-предприниматели, но и интеллигенция, чиновники, приказчики, даже — крестьяне. По мнению И. С. Аксакова, купцы любили, уважали «одно уже имя служило бы нравственным знаменем», но и боялись Чижова. В 1861 году Чижов, уязвлённый несвоевременной оплатой подписки на журнал, прекратил его издание.
В 1864 году он редактировал экономический отдел газеты «День». В 1866 году группа крупных московских предпринимателей — Т. С. Морозов, И. А. Лямин, К. Т. Солдатенков — обратились к Чижову с просьбой начать издание новой политико-экономической еженедельной газеты. В 1867—1868 годах при участии Чижова, руководившего совместно с Бабстом экономическим отделом, выходила газета «Москва».

### Предпринимательство
В 1858 году Чижов познакомился с А. И. Дельвигом. Совместно с ним и костромскими дворянами братьями Шиповыми он учредил Общество Московско-Троицкой железной дороги, в которое были привлечены откупщики Н. Г. Рюмин и И. Ф. Мамонтов. Целью создания общества была постройка первой частной железной дороги силами исключительно русских рабочих и инженеров и на деньги русских купцов без участия иностранного капитала.
Первоначально решено построить дорогу до Сергиева Посада длиной 66 вёрст. Для обоснования выгодности сооружения дороги Чижов организовал группы студентов Московского технического училища для круглосуточного подсчёта всех прохожих и проезжающих по Троицкому шоссе в Троице-Сергиеву лавру и обратно. Итоги подсчётов были направлены в Санкт-Петербург и представлены в статье, напечатанной в «Вестнике промышленности». В июле 1858 года было получено Высочайшее соизволение на производство изыскательских работ. По инициативе Чижова в газете «Акционер» регулярно публиковались отчёты правления Общества.
Движение поездов по Московско-Троицкой железной дороге было открыто 18 августа 1862 года. По свидетельству современников, дорога вышла образцовой и по устройству, и по бережливости расходов, и по строгой отчётности управления. В 1870 году дорога была продолжена от Сергиева Посада до Ярославля, а в 1872 году была закончена постройка узкоколейной дороги до Вологды.
В 1860-х годах Чижов выдвигал вариант железной дороги Юрьевец — Иваново вместо Кинешма — Иваново, который однако был отклонён Юрьевецкой городской думой из боязни потерять местный рынок.
В 1869 году было образовано товарищество для покупки Московско-Курской железной дороги, председателем которого стал Ф. В. Чижов. Он же стал председателем правления дороги после её покупки.
Кроме этого, Чижов был пайщиком и председателем правления созданного в 1866 году Московского купеческого банка. В 1869 году под руководством Чижова было открыто Московское купеческое общество взаимного кредита.
Одним из предприятий, созданных по инициативе и участии Ф. В. Чижова в середине 1870-х годов, стало Архангельско-Мурманское срочное пароходство по Белому морю и Северному Ледовитому океану. Через развитие флота Чижов собирался начать хозяйственное освоение северных окраин Европейской России, развить рыбные и звериные промыслы среди поморов, наладить добычу гуано, открыть склад предметов, необходимых для промыслов и хозяйства поморов, основать Северный банк в Коле. Однако предприятие наладилось уже после смерти Чижова.
Чижов носил бороду и отмечал по этому поводу: «Борода моя дала мне много способов прямее и лучше смотреть на ход вещей, потому что все были со мной запросто, мужики рассказывали все подробности их быта и их промышленности, что меня очень занимало».
Ф. В. Чижов умер от аневризмы в Москве 14 (26) ноября 1877 года. Был похоронен в Даниловом монастыре, близ могилы Н. В. Гоголя, с которым был дружен и Полное собрание сочинений которого издал 1862 году.

## Экономические взгляды
По мнению Чижова, русский народ формировался медленно и самобытно, в отличие от народов Западной Европы. При этом, поскольку в природе нет скачков, залогом процветания России было постепенное развитие.
Он придерживался протекционистских взглядов: «Все, защищая свободу торговли, ссылаются на Англию, но промышленность в Англии расцвела при покровительственной системе»; «когда один народ сравнительно с другим беднее капиталами, механическими средствами, хорошими опытными рабочими, окружён множеством неблагоприятных, но устранимых условий, то ему можно легко помочь покровительством народному труду. Так везде делалось, делается везде и теперь, и нигде ещё в Европе этого не отвергают. Единственный вопрос, который может здесь возникнуть, — это вопрос о размерах покровительства». Он критически относился к привлечению иностранного капитала, указывая на опыт железнодорожного строительства Главным обществом российских железных дорог:

Французы просто грабили Россию, строили скверно вследствие незнания ни климата, ни почвы и того невыносимого презрения, которое они питали к русским инженерам.

<…>
Мы нуждаемся в действительных капиталах и дельных промышленниках, а не в заезжих проходимцах, действующих с заднего крыльца, добывающих себе, пользуясь случаем и невежеством, монополии и вместо внесения капиталов, поглощающих наши собственные средства.

Чижов критиковал чрезмерную централизацию в управлении страной, возлагая большие надежды на развитие земств:

Нынешняя война указала нам слабые наши стороны, недостатки нашего управления, происходящие большей частью от излишней его централизации, которая обратила администрацию в весьма сложный механизм, вовсе не соответствующий духу народа и его потребностям… судьба торговли и промышленности у нас в руках чиновников, наименее способных понимать их нужды и потребности.

<…>
Не дело министров и петербургского правительства вообще быть законодателями, инициатива, предложение законов должны идти от страны, от земства… И только быть… согласовываемы с общими государственными законами и утверждаемы правительством. Пока этого не будет, для каждого нового закона страна будет tabula rasa, на которой черти что угодно…
<…>
…сущность конституции будет тоже турецкая: при конституционной форме — полный разгул произвола… <не лучше ли> мало-помалу расширять права земства и его самостоятельность, дать возможность распоряжаться земским хозяйством, приходами и расходами. Это было бы вернее и надёжнее.

Чижов был сторонником равномерного развития регионов Российской империи:

Чем свободнее и шире будет у нашего народонаселения право переходить с одного места на другое, из городов в сёла, из сёл в города, тем ровнее можно распределяться народному труду… Это — главное и могучее условие в развитии и умножении народного богатства.

Поясняя учреждение Беломорского и Северо-Двинского акционерного общества, приступившего к разработке богатств Севера, Чижов указывал:

Устройство общества… должно радовать, как доказательство, что деятельность и предприимчивость проявляются не в одних столицах, которые до сих пор почти исключительно работали и за себя, и за провинции. Подобная сосредоточенность, вредная во всех отношениях, в особенности вредна в деле промышленности тем именно, что, стягивая все силы и выгоды к одним центрам, препятствует образованию в провинциях… новых капиталов, останавливает… дальнейшее развитие отдалённых от столиц краёв… Многочисленным областям России… пора… пробудиться и приступить к промышленной деятельности.

## Наследие
Всё своё огромное свое состояние (около 6 млн рублей) Чижов завещал на устройство и содержание пяти профессионально-технических учебных заведений в Костромской губернии. Два ремесленных училища должны были быть построены в Костроме: низшее химико-техническое и среднее механико-техническое. Ещё три низших училища, построенных в Кологриве, Чухломе и в Галиче или Макарьеве, должны были выпускать высококвалифицированных рабочих-ремесленников. Училища были открыты в 1892—1897 годах.
Плата за обучение в низшем училище составляла 3 рубля в год, в среднем училище — 30 рублей. Бедные ученики освобождались от платы, получали пособия из специальных училищных средств. Чижовские училища имели первоклассное оборудование и превосходный состав педагогов, преподаватели набирались из выпускников столичных высших учебных заведений, а лучшие учащиеся посылались на стажировку за границу. Их выпускников охотно принимали на работу казённые и частные предприятия. Сейчас в здании механико-технического училища находится Костромской энергетический техникум им. Ф. В. Чижова.
Кроме того, Чижов распорядился основать в Костроме родильный дом и при нём учебное родовспомогательное заведение — по мнению биографа И. А. Симоновой, это распоряжение было связано с тем, что Чижов имел внебрачную дочь от К. В. Маркевич, при родах которой мать умерла. Именно в связи с этим Чижов распорядился основать в Костроме родильный дом и учебное родовспомогательное заведение.
В Румянцевском музее хранился огромный дневник, ведшийся им в течение нескольких десятков лет, который мог быть вскрытым только через сорок лет после его смерти; этот срок пришёлся на революционные потрясения в России.
В Путеводителе по библиотеке Московского публичного и Румянцевского музеев за 1896 год упоминается библиотека Чижова:

Посредине залы S, в десяти шкафах, находится библиотека известного покойного профессора и общественного деятеля Ф. В. Чижова, состоящая более чем из 4.000 томов и брошюр артистического, исторического, экономического, статистического и технического содержания. Отвечая различным периодам жизни и занятий бывшего владельца, она, разумеется, далеко не ровна в своём составе относительно современности; один отдел прерывается в своём развитии ранее другого. Тем не менее, Музеи навсегда обязаны благодарной памятью почтенному жертвователю, умевшему оценить всю пользу такой общедоступной библиотеки, какова наша, и принесшему ей столь значительный по достоинству вклад.

## Память
- Имя Ф. В. Чижова носит Костромской энергетический техникум (ранее химико-технологический), расположенный в здании Промышленного училища, выстроенного по его завещанию.
- В честь Фёдора Чижова назван скоростной электропоезд ЭД4М-0387 на маршруте Москва — Сергиев Посад — Александров. Название указывается на маршрутоуказателях.
- На Севере имя Ф. В. Чижова носило небольшое грузо-пассажирское судно (фото хранится в АОНБ им. Н. А. Добролюбова).
- В Костромской области действует сеть аптек «Аптека Чижова», несмотря на то, что Чижов никогда не имел отношения к аптечному делу.
- В 2011 году в Костроме заложен камень в основание памятнику Фёдору Васильевичу Чижову.

## Публикации
- Дневник Ф. В. Чижова «Путешествие по славянским землям»[16]

- К 205-летию со дня рождения Ф. В. Чижова (письмо Ф. В. Чижова В. С. Печерину от 1 ноября 1870 года)[17]
- Выдержки из дневника Ф. В. Чижова за 1857—1862[18]

## Изображения
- Фёдор Васильевич Чижов, рисунок Э. А. Дмитриева-Мамонова 1840 года
- Портрет Ф. В. Чижова по заказу городской управы в Костроме выполненный В. А. Колесовым, в настоящее время находится в коллекции Костромскго государственного историко-архитектурного и художественного музея-заповедника
- Портрет Ф. В. Чижова портрет работы Василия Дмитриевича Поленова 1875 года
- Мертвый Ф. В. Чижов, рисунок Ильи Ефимовича Репина 1877 года из собрания Остроухова И. С., с 1930 года в находится в собрании Третьяковской галереи)[19][20][21]
- Мертвый Ф. В. Чижов, картина Репина 1877 года подаренная Савве Ивановичу Мамонтову, затем перешедшая в собрание Остроухова, а в 1935 году перешедшая в собрание Екатерины Васильевны Гельцер в Москве, с 1971 года приобретена в Государственное музейное объединение «Художественная культура русского Севера» для Архангельского музея изобразительных искусств[20][21].